# 金城茉里奈
金城 茉里奈 （きんじょう まりな、1992年7月3日 ｰ ）は、北海道放送（HBC）のアナウンサー。

## 人物
2015年入社。同期のアナウンサーは堀内大輝。
2021年11月16日、結婚したことを公表した。

## 担当番組

### 現在の担当番組
テレビ
- 今日ドキッ! - キャスター
- HBCニュース - 不定期
- ジンギス談!（2023年7月9日 - ）

ラジオ
- 「HBCニュース」不定期

### 過去の担当番組
- 「もくよう☆アプリ」[5]→「さつログ」[6]
- 「ホリキンマンデー」（ラジオ）[5]
- 「今日ドキッ!」週末ぶらリサーチリポーター
- 「ガッチャンコHBC」[3]
- 「みんなで道フェス!2019」（2019年2月23日、北海道内テレビ6局による合同制作の同時生放送特別番組）[8]
- 「ますおか＆こじるりのベタな旅人トラベター」[4]

## 出演
- 映画ゴールデンカムイ（2024年） - アイヌの村人 役